# Cranioleuca semicinerea
A Cranioleuca semicinerea a madarak (Aves) osztályának verébalakúak (Passeriformes) rendjébe és a fazekasmadár-félék (Furnariidae) családjába tartozó faj.

## Rendszerezése
A fajt Heinrich Gottlieb Ludwig Reichenbach német botanikus és ornitológus írta le 1853-ban, a Leptoxyura nembe Leptoxyura semicinerea néven.

## Alfajai
- Cranioleuca semicinerea goyana Pinto, 1936
- Cranioleuca semicinerea semicinerea (Reichenbach, 1853)[2]

## Előfordulása
Dél-Amerikában, Brazília keleti részén honos. Természetes élőhelyei a szubtrópusi és trópusi síkvidéki esőerdők és lombhullató erdők. Állandó nem vonuló faj.

## Megjelenése
Testhossza 16 centiméter, testtömege 14–16 gramm.

## Életmódja
Ízeltlábúakkal táplálkozik.

## Természetvédelmi helyzete
Az elterjedési területe nagyon nagy, egyedszáma ugyan csökken, de még nem éri el a kritikus szintet. A Természetvédelmi Világszövetség Vörös listáján nem fenyegetett fajként szerepel.